# (6047) 1991 TB1
1991 تي بي 1 (ويعرف أيضًا باسم (6047) 1991 تي بي 1 وفق تسمية الكوكب الصغير) (بالإنجليزية: 1991 TB1)‏ هو كويكب ضمن حزام الكويكبات؛ وترتيبه 6047 من حيث الاكتشاف.
اكتُشف هذا الجُرم الفلكي بواسطة Perry Rose ‏ في 10 أكتوبر 1991.

## وصلات خارجية
- (6047) 1991 TB1 في قاعدة بيانات مختبر الدفع النفاث لأجرام النظام الشمسي الصغيرة

- الاكتشاف · مخطط المدار ·  العناصر المدارية · المعلمات المادية

- (6047) 1991 TB1 على موقع ويكي سكاي: DSS2, SDSS, GALEX, IRAS, Hydrogen α, X-Ray, Astrophoto, Sky Map, Articles and images